# Баррига, Эльвира
Эльвира Баррига (нем. Elvira Barriga, р.19 июля 1978) — австрийская спортсменка, борец вольного стиля, призёрка чемпионатов Европы.

## Биография
Родилась в 1978 году. В 1994 году заняла 6-е место на чемпионате мира. В 1995 году заняла 15-е место на чемпионате мира. В 1997 заняла 6-е место на чемпионате мира. В 1998 году заняла 6-е место на чемпионате мира, и 7-е — на чемпионате Европы. В 1999 году стала серебряной призёркой чемпионата Европы, и заняла 4-е место на чемпионате мира. В 2000 году заняла 12-е место на чемпионате мира.